# بصیری (شاعر)
بصیری از شاعران دیوانی در دوران عثمانی است که اهلیت وی را ایرانی گزارش کرده‌اند.

## سرگذشت
بصیری از شاعران دیوانی در عصر عثمانی بود که خودش نامش را محمد بن احمد بن ابی المعانی المرتضی گزارش کرده‌است. از وی با عنوان بصری سامی نیز یاد شده‌است. درباره زادگاه وی، منابع دچار اختلاف هستند، اکثر تذکره‌نویسان او را ایرانی‌تبار و از اهالی خراسان گزارش کرده‌اند. با این وجود بصری در سیاحت‌نامه خودش، محل تولدش را یکی از شهرهای عجم گزارش می‌کند. اما برخی بر این عقیده هستند که وی در نزدیکی مرز ایران به دنیا آمده‌است. گروهی بر این باورند که بصیری در بغداد به دنیا آمده‌است. وی دوران جوانی خویش را نزد سران اوزون حسن، حکمران آق قویونلو به سر می‌برد و قصیده‌هایی در مدح آنان سروده‌است. وی در سال ۹۲ قمری (۴۸۷ میلادی) به هرات عزیمت کرد و در آنجا با امیر علیشیر نوایی و جامی آشنا شد. پس از مدت‌ها،سفارش نامه‌هایی از این گروه به دست وی می‌رسد و او تصمیم می‌گیرد تا به استانبول سفر کند. وی در این سفر به دربار سلطان بایزید دوم راه می‌یابد و به جهت لطایف سخن و اشعار و نکته‌دانی‌اش، ملازم و مصاحب سلطان احمد (دامام پادشاه) می‌گردد. وی در مدت حضور در استانبول، مدتی عهده‌دار دفترداری شد و از محل درآمد اوقاف مسجد ایاصوفیه، مستمری دریافت می‌کرد. منابع آورده٬اند که بصیری دیوان اشعار امیر علیشیر نوایی را با خود به استانبول آورده بود نوایی را به شاعران عثمانی استانبول شناساند. همین فعالیت او، یکی از دلایل اهمیت وی در تاریخ ادبیات دیوانی عثمانی است. وی در نهایت به سال ۴۱ قمری (۵۳۵ میلادی) بر اثر بیماری برص از دنیا رفت.

## آثار و اشعار
بصیری به زبان‌های فارسی و ترکی شعر می‌سرود. از ویژگی‌های اشعارش می‌توان به لطافت، دارای نکات ظریف، سادگی و لطایف دلپذیر در مضامین آن، اشاره کرد. وی نسبت به صنایع شعری مرسوم در زمان خود، علاقه‌ای نشان نمی‌داد. در آثاری وی هجویات و هزلیات و لطیفه‌های فراوانی مشاهده می‌شود. اشعارش بیشتر به صورت پراکنده در تذکره‌ها گزارش شده و در برخی منابع به دیوان اشعار ترکی او اشاره شده‌است. این مجموعه تا کنون گزارش نشده‌است. دیوان فارسی بصیری، دارای ۳ قصیده، ۲۱ غزل و تنها نسخه دست نویس آن در کتابخانه سلیمانیه قرار دارد. از لطایف بصیری یک گزیده ناقص در کتابخانه موزه قویون اوغلوی قونیه وجود دارد و این نسخه تنها نسخه این کتاب می‌باشد.